# Ruth Zimmerling
Ruth Zimmerling (* 1953) ist eine deutsche Politikwissenschaftlerin und Hochschullehrerin.

## Leben
Ruth Zimmerling studierte von 1972 bis 1978 Mathematik und Volkswirtschaftslehre an der Johannes Gutenberg-Universität Mainz. Im Anschluss an ihr Diplom in Mathematik begann sie 1977 ein Studium der Islamischen Philologie, welches sie 1982 als M.A. abschloss. Von 1984 bis 1992 war sie wissenschaftliche Mitarbeiterin am Institut für Politikwissenschaft der Universität Mainz. Im Dezember 1989 promovierte sie mit einer preisgekrönten Arbeit über regionale Integration in Politikwissenschaft. Nach Lehrbeauftragungen an den Universitäten Mainz, Köln, Stuttgart, Frankfurt am Main und Bamberg übernahm sie eine Vertretungsprofessur an der Universität Frankfurt am Main. Im Jahr 2002 habilitierte Zimmerling sich mit einer Arbeit über Einfluss und Macht an der TU Darmstadt. Seit April 2003 ist sie Professorin für Politische Theorie an der Universität Mainz. 
Zimmerling ist Mitglied der Deutschen Vereinigung für Politikwissenschaft und war lange Jahre Mitglied des Tampere Clubs. Ihre Forschungsschwerpunkte sind im Bereich von Politische Theorie, Demokratietheorie sowie Lateinamerikaforschung angesiedelt.

## Schriften
- Externe Einflüsse auf die Integration von Staaten. Zur politikwissenschaftlichen Theorie regionaler Zusammenschlüsse., Alber, Freiburg i. Br./München 1991, ISBN 978-3-495-47710-6.
- El Concepto de Influencia y otros ensayos., Fontamara, Mexiko-Stadt 1993 (2. Aufl. 2001).
- mit Ernesto Garzón Valdés (Hrsg.): Facetten der Wahrheit. Festschrift für Meinolf Wewel., Alber, Freiburg i. Br./München 1995, ISBN 978-3-495-47820-2.
- mit Rafael Sevilla (Hrsg.): Argentinien – Land der Peripherie?, Horlemann, Bad Honnef 1997, ISBN 978-3-89502-071-1.
- Influence and Power. Variations on a Messy Theme., Springer, Dordrecht 2005, ISBN 978-1-4020-2994-3.
- mit Michael Becker (Hrsg.): Politik und Recht., VS-Verlag, Wiesbaden 2006, ISBN 978-3-531-14981-3.